# پولیناگو
پولیناگو (به ایتالیایی: Polinago) یک کومونه در ایتالیا است که در استان مودنا واقع شده‌است.

## خصوصیات
پولیناگو ۵۳٫۸ کیلومترمربع مساحت و ۱٬۸۰۷ نفر جمعیت دارد و ۸۱۰ متر بالاتر از سطح دریا واقع شده‌است.